# Gais 1944/1945
Fotbollsklubben Gais spelade säsongen 1944/1945 i allsvenskan, och slutade sexa, långt ifrån både medaljer och nedflyttningshot.
I svenska cupen 1944 åkte Gais för andra året i rad ut i kvartsfinal mot IFK Norrköping.

## Inför säsongen

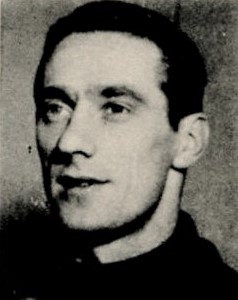
Göte Karlsson debuterade för Gais under säsongen.

Gais släppte inför säsongen fram yngre förmågor som Göte Karlsson, Henning Wessberg och Erland Ekström, och även Lars Pettersson fick chansen i flera matcher. Man inledde säsongen med en vänskapsturnering tillsammans med IFK Göteborg och IF Elfsborg, med anledning av att Gais fyllde 50 år och de båda andra föreningarna 40 år. I den första matchen förlorade Gais mot IFK med 1–4 på Ullevi. Man förlorade sedan även mot Elfsborg på Ryavallen med 1–3 och slutade således sist i jubileumsturneringen.

## Svenska cupen
Gais gick in i svenska cupen i omgång 2 och inledde hemma mot division II-laget Surahammars IF, där man vann med 2–0 efter två mål av Rune Östling. Man fick sedan möta fjolårssegraren IFK Norrköping, mot vilka man i fjolårets turnering förlorat med 0–3 borta. Även denna gång tog det stopp mot Norrköping, som vände och vann med 4–2 trots att Gais ledde med 2–0 efter tre minuter, efter ett självmål och ett mål av Stig Hillén.

## Allsvenskan
Gais hade en dålig höst och var vid vinteruppehållet inte bättre än elva. "Jack" Jacobsson petades och började i stället spela i korpen, men återvände efter de första vårmatcherna, och efter en uppryckning slutade Gais till sist sexa i den allsvenska tabellen.

### Tabell
| Nr | Lag                 | S  | V  | O | F  | GM | IM | MS  | P  |
| -- | ------------------- | -- | -- | - | -- | -- | -- | --- | -- |
| 1  | IFK Norrköping      | 22 | 17 | 3 | 2  | 71 | 23 | +48 | 37 |
| 2  | IF Elfsborg         | 22 | 13 | 6 | 3  | 52 | 31 | +21 | 32 |
| 3  | Malmö FF (RM)       | 22 | 12 | 4 | 6  | 58 | 31 | +27 | 28 |
| 4  | IFK Göteborg        | 22 | 12 | 3 | 7  | 57 | 43 | +14 | 27 |
| 5  | Degerfors IF        | 22 | 10 | 5 | 7  | 35 | 32 | +3  | 25 |
| 6  | Gais                | 22 | 9  | 3 | 10 | 35 | 38 | −3  | 21 |
| 7  | AIK                 | 22 | 7  | 5 | 10 | 38 | 38 | 0   | 19 |
| 8  | Halmstads BK        | 22 | 8  | 2 | 12 | 33 | 58 | −25 | 18 |
| 9  | IS Halmia           | 22 | 7  | 2 | 13 | 31 | 49 | −18 | 16 |
| 10 | Hälsingborgs IF     | 22 | 5  | 4 | 13 | 35 | 56 | −21 | 14 |
| 11 | Ludvika FFI (U)     | 22 | 6  | 2 | 14 | 30 | 56 | −26 | 14 |
| 12 | Landskrona BoIS (U) | 22 | 4  | 5 | 13 | 38 | 58 | −20 | 13 |

### Seriematcher
| Motståndare     | Hemmamatch | Bortamatch |
| --------------- | ---------- | ---------- |
| IFK Norrköping  | 2–4        | 0–3        |
| IF Elfsborg     | 0–2        | 1–2        |
| Malmö FF        | 1–4        | 3–1        |
| IFK Göteborg    | 1–0        | 0–2        |
| Degerfors IF    | 1–1        | 0–1        |
| AIK             | 3–1        | 2–4        |
| Halmstads BK    | 4–0        | 1–4        |
| IS Halmia       | 3–1        | 0–2        |
| Hälsingborgs IF | 1–1        | 1–0        |
| Ludvika FFI     | 2–0        | 2–2        |
| Landskrona BoIS | 4–2        | 3–1        |

## Spelarstatistik

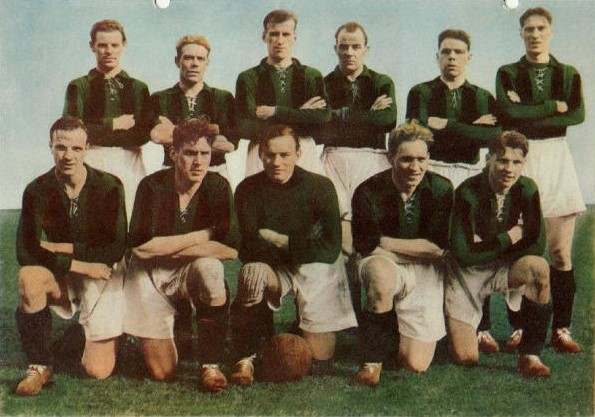
Gais säsongen 1944/1945. Stående från vänster: Lars Pettersson, Erland Ekström, Henning Wessberg, Folke Lind, Göte Sjösten, Göte Karlsson. Knästående: Bertil Sernros, Rolf Gustafsson, Nils Johansson, Arne Gustafsson, Sixten Rosenqvist. Bild från Rekordmagasinet.

| Spelare               | Matcher | Mål |
| --------------------- | ------- | --- |
| Bertil Johansson      | 22      | 1   |
| Nils Johansson (mv)   | 22      |     |
| Sixten Rosenqvist     | 20      | 2   |
| Folke Lind            | 19      |     |
| Göte Sjösten          | 18      | 8   |
| Erland Ekström        | 18      |     |
| Arne Gustafsson       | 18      |     |
| Rolf Gustafsson       | 18      |     |
| Göte Karlsson         | 17      | 5   |
| Henning Wessberg      | 16      | 8   |
| Sven Jacobsson        | 14      | 3   |
| Lars Pettersson       | 12      | 1   |
| Stig Hillén           | 9       | 4   |
| Rune Östling          | 8       | 2   |
| Stig Aronsson         | 3       |     |
| Arthur Johansson      | 3       |     |
| Karl-Alfred Jacobsson | 2       |     |
| Lars Cato             | 1       |     |
| Tore Eriksson         | 1       |     |
| Sven Widlund          | 1       |     |